# Usina Hidrelétrica de Rosal
A Usina Hidrelétrica de Rosal, é um empreendimento do Grupo Rede de São Paulo que entrou em operação em dezembro de 1999. Foi adquirida pala CEMIG em dezembro de 2004, sendo a primeira usina da CEMIG fora do estado de Minas Gerais. Ela está localizada no Rio Itabapoana, entre os municípios de São José do Calçado no Sul do Espírito Santo, e Bom Jesus do Itabapoana, noroeste do Rio de Janeiro. Os 55 MW gerados são injetados no Sistema Interligado Nacional através da Escelsa Centrais Elétricas com uma linha de transmissão para o município de Alegre, no Espírito Santo e outra para o município de Mimoso do Sul no mesmo estado. A Usina possui duas unidade geradoras do tipo Francis, com queda nominal de 184,4 metros, e uma barragem  em concreto do tipo gravidade, com 214,5 metros de comprimento e 34 metros  de altura. (Fonte: CEMIG).